# Battaglia di Chalons (274)
La battaglia di Chalons fu combattuta nel febbraio o marzo 274 a Châlons-sur-Marne, Francia, tra le truppe dell'Impero delle Gallie e quelle dell'Impero romano. La vittoria delle seconde segnò il ritorno dei territori dell'impero secessionista sotto il controllo di Roma.

## Contesto storico
L'Impero delle Gallie fu uno stato secessionista, che si separò dall'Impero romano all'indomani della cattura dell'imperatore romano Valeriano da parte dei Sasanidi (260). Dopo alcuni anni di indipendenza sotto l'autorità di Postumo e una fase in cui il suo territorio si ridusse, l'Impero delle Gallie subì l'attacco decisivo ad opera dell'imperatore romano Aureliano, il quale nel 274 penetrò in Gallia col proprio esercito; immediatamente gli si fece incontro l'imperatore gallico Tetrico, uscito dalla capitale Augusta Treverorum (Treviri).

## Battaglia
La battaglia si svolse apud Catalaunos, nei pressi di Châlons-sur-Marne. Tetrico e il figlio Tetrico iunior vennero sconfitti e fatti prigionieri, segnando così la fine dell'Impero delle Gallie.
Secondo alcuni autori, Tetrico contattò Aureliano prima della battaglia e, forse preoccupato dalla contemporanea usurpazione di Faustino nella sua capitale, gli chiese di accoglierlo dalla sua parte: l'esercito di Tetrico, abbandonato dal suo comandante, sarebbe andato incontro alla sconfitta, mentre l'ex-imperatore delle Gallie, dopo aver partecipato come prigioniero al trionfo di Aureliano a Roma, sarebbe andato a fare il corrector Lucaniae et Bruttiorum. Questa versione è considerata inverosimile dagli alcuni storici moderni, che la ritengono frutto della propaganda di Aureliano: Tetrico avrebbe creduto nella vittoria e combattuto al fianco dei suoi uomini, mentre Faustino sarebbe stato il suo successore.